# 공주종합버스터미널

승하차장

공주종합버스터미널은 금호고속에서 운영 중인 충청남도 공주시 신관로 74 (신관동 609번지)에 있는 시외·고속버스터미널이다. 고속버스 전산망상의 터미널 번호는 320이다.

## 역사
1977년 8월에 설치인가를 받아 산성동 160번지에 처음 준공되어 운영되다가 1991년에 신관동 608번지로 시외버스터미널이 이전하였다. 그러나 1994년부터 터미널의 필수시설인 대합실, 매표소, 배차실 등이 소유권 법적분쟁이 발생하여 승차장에서 승차권을 판매하는 등 이용객의 불편이 지속되자 공주시에서 시외버스터미널 이전사업을 추진하여 2008년 1월에 금호터미널을 이전 사업자로 선정하였다. 현재 건물은 구 터미널 바로 옆 신관동 609번지에 있던 과거 고속버스터미널 부지에 시외버스터미널과 고속버스터미널을 통합한 종합버스터미널 형태로 지은 것이다. 2009년 4월 1일에 신축하기 시작하여 8월 20일에 준공하였다. 실제 운영은 8월 13일부터 시작하였다.

## 승차홈
| 출발홈 | 행선지                                               |
| ------ | ---------------------------------------------------- |
| 1번홈  | 고양, 세종, 세종청사, 조치원, 청주, 안산             |
| 2번홈  | 강경, 논산, 부여, 서천, 입포, 장항, 홍산, 화양       |
| 3번홈  | 공암, 대평리, 유성, 대전(서부,복합)                  |
| 4번홈  | 광천, 당진, 청양, 보령, 서산, 예산, 태안, 홍성       |
| 5번홈  | 서울경부(고속), 광주                                 |
| 6번홈  | 동두천, 동서울, 부천, 서울남부(직통), 인천, 인천공항 |
| 7번홈  | 서울남부(천안 경유), 성남, 수원, 오산, 원주, 천안    |

## 운행 노선

### 고속버스
| 운행 노선       | 운행업체 | 운행구간 | 운행구간 | 운행구간 | 경유지 | 배차 간격 | 시간표                                                                       |
| --------------- | -------- | -------- | -------- | -------- | ------ | --------- | ---------------------------------------------------------------------------- |
| 공주 ↔ 서울경부 | 금호고속 | 공주     | ↔        | 서울경부 | 무정차 | 20~30분   | 첫차:05:40(공주 기준(월)) 첫차:06:00(공주 기준(화~일)) 막차:22:30(공주 기준) |

### 시외버스
- 세종시행은 동서울, 서울남부, 서대전, 수원, 인천, 천안, 청주 방면 차량을 이용하면 된다. 이 중 청주행 차량은 전회 세종시를 경유한다.
- 전 노선 '공주-공주산성' 구간 승차 불가능하다.

| 운행 노선           | 운행업체                            | 운행구간 | 운행구간 | 운행구간     | 경유지                                                                       | 배차 간격 | 시간표                                                                                    |
| ------------------- | ----------------------------------- | -------- | -------- | ------------ | ---------------------------------------------------------------------------- | --------- | ----------------------------------------------------------------------------------------- |
| 공주 ↔ 강경         | 금남고속 삼흥고속                   | 공주     | ↔        | 강경         | 계룡, 하마루, 상월, 노성, 논산, 공주역                                       | 13회      | 첫차:07:10(공주 기준) 막차:20:35(공주 기준)                                               |
| 공주 ↔ 광주         | 금호고속                            | 공주     | ↔        | 광주         | 무정차                                                                       | 6회       | 09:20, 11:35, 13:40, 15:50, 19:15, 22:00                                                  |
| 공주 ↔ 광천         | 금남고속                            | 공주     | ↔        | 광천         | 정산, 청양                                                                   | 1회       | 09:28                                                                                     |
| 공주 ↔ 고양         | 대원고속                            | 공주     | ↔        | 고양         | 무정차                                                                       | 3회       | 10:00, 14:00, 18:00                                                                       |
| 공주 ↔ 논산         | 금남고속 삼흥고속                   | 공주     | ↔        | 논산         | 계룡, 하마루, 상월, 노성, 공주역                                             | 20~40분   | 첫차:07:10(공주 기준) 막차:21:15(공주 기준)                                               |
| 공주 ↔ 내포시       | 금남고속 충남고속 한양고속          | 공주     | ↔        | 내포시       | 예산(일부는 청양 경유), 홍성                                                 | 13회      | 09:10, 10:18, 10:32, 12:00, 12:24, 13:25, 13:42, 13:44, 15:07, 16:08, 17:40, 18:14, 18:52 |
| 공주 ↔ 당진         | 금남고속 삼흥고속 충남고속          | 공주     | ↔        | 당진         | 무정차                                                                       | 3회       | 13:08, 15:58, 16:49                                                                       |
| 공주 ↔ 당진         | 금남고속 삼흥고속 충남고속          | 공주     | ↔        | 당진         | 예산                                                                         | 1회       | 13:59                                                                                     |
| 공주 ↔ 대전         | 금남고속 삼흥고속 충남고속          | 공주     | ↔        | 대전         | 산성동, 공암, 현충원역, 유성                                                 | 40분      | 첫차:07:00(공주 기준) 막차:20:50(공주 기준)                                               |
| 공주 ↔ 동두천       | 삼흥고속                            | 공주     | ↔        | 동두천       | 장지역, 가락시장, 잠실, 동서울                                               | 1회       | 18:20                                                                                     |
| 공주 ↔ 동서울       | 금남고속 삼흥고속                   | 공주     | ↔        | 동서울       | 장지역, 가락시장, 잠실                                                       | 60분      | 첫차:08:05(공주 기준) 막차:19:20(공주 기준)                                               |
| 공주 ↔ 동서울       | 대원고속                            | 공주     | ↔        | 동서울       | 세종                                                                         | 1회       | 11:30                                                                                     |
| 공주 ↔ 보령         | 금남고속 삼흥고속 충남고속          | 공주     | ↔        | 보령         | 우성, 안심, 목면, 정산, 천장호, 대티, 마티, 청양, 화성, 청라, 대천해수욕장   | 16회      | 첫차:08:40(공주 기준) 막차:19:52(공주 기준)                                               |
| 공주 ↔ 보령         | 금남고속 삼흥고속 충남고속          | 공주     | ↔        | 보령         | 청양                                                                         | 3회       | 14:03, 17:12, 19:36                                                                       |
| 공주 ↔ 부여         | 금남고속 삼흥고속                   | 공주     | ↔        | 부여         | 공주역, 이인, 탄천                                                           | 20~30분   | 첫차:07:00(공주 기준) 막차:21:55(공주 기준)                                               |
| 공주 ↔ 부천         | 동양고속                            | 공주     | ↔        | 부천         | 인천                                                                         | 2회       | 12:40, 19:40                                                                              |
| 공주 ↔ 서대전       | 금남고속 삼흥고속 충남고속          | 공주     | ↔        | 서대전       | 대평동, 현충원역, 유성                                                       | 1회       | 06:40                                                                                     |
| 공주 ↔ 서대전       | 금남고속 삼흥고속 충남고속          | 공주     | ↔        | 서대전       | 산성동, 공암, 현충원역, 유성                                                 | 10~15분   | 첫차:06:50(공주 기준) 막차:19:25(공주 기준)                                               |
| 공주 ↔ 서대전       | 금남고속 삼흥고속 충남고속          | 공주     | ↔        | 서대전       | 공암, 현충원역, 유성                                                         | 10~15분   | 첫차:06:50(공주 기준) 막차:19:25(공주 기준)                                               |
| 공주 ↔ 서대전       | 금남고속 삼흥고속 충남고속          | 공주     | ↔        | 서대전       | 세종시, 공암, 현충원역, 유성                                                 | 7회       | 10:11, 11:59, 14:15, 14:31, 18:27, 18:31, 20:15                                           |
| 공주 ↔ 서산         | 금남고속 충남고속                   | 공주     | ↔        | 서산         | 당진                                                                         | 2회       | 15:58, 16:49                                                                              |
| 공주 ↔ 서산         | 금남고속 충남고속                   | 공주     | ↔        | 서산         | 예산, 당진                                                                   | 1회       | 13:59                                                                                     |
| 공주 ↔ 서울남부     | 금남고속 삼흥고속                   | 공주     | ↔        | 서울남부     | 직통 (일부 세종시 경유)                                                      | 70~80분   | 첫차:06:20(공주 기준) 막차:20:45(공주 기준)                                               |
| 공주 ↔ 서울남부     | 금남고속 삼흥고속                   | 공주     | ↔        | 서울남부     | 모란, 석송, 광정, 인풍, 천안                                                 | 20~30분   | 첫차:07:00(공주 기준) 막차:19:25(공주 기준)                                               |
| 공주 ↔ 서천         | 금남고속 삼흥고속                   | 공주     | ↔        | 서천         | 이인, 탄천, 부여, 규암, 구룡, 논티, 홍산, 옥산, 신안                         | 8회       | 09:20, 09:50, 11:15, 12:10, 13:12, 15:58, 17:37, 19:55                                    |
| 공주 ↔ 성남         | 금남고속                            | 공주     | ↔        | 성남         | 모란, 석송, 광정, 인풍, 천안                                                 | 5회       | 11:45, 14:21, 15:06, 16:09, 18:05                                                         |
| 공주 ↔ 세종         | 금남고속 삼흥고속 충남고속 대원고속 | 공주     | ↔        | 세종         | 무정차                                                                       | 15~60분   | 첫차:06:20(공주 기준) 막차:20:40(공주 기준)                                               |
| 공주 ↔ 수원         | 금남고속 삼흥고속                   | 공주     | ↔        | 수원         | 오산                                                                         | 60분      | 첫차:06:30(공주 기준) 막차:20:30(공주 기준)                                               |
| 공주 ↔ 수원         | 금남고속 삼흥고속                   | 공주     | ↔        | 수원         | 세종시, 오산                                                                 | 3회       | 07:30, 09:20, 18:20                                                                       |
| 공주 ↔ 예산         | 금남고속 삼흥고속 충남고속 한양고속 | 공주     | ↔        | 예산         | 우성, 사곡, 신풍, 유구, 신양                                                 | 20회      | 첫차:07:05(공주 기준) 막차:20:13(공주 기준)                                               |
| 공주 ↔ 예산         | 금남고속 삼흥고속 충남고속 한양고속 | 공주     | ↔        | 예산         | 유구                                                                         | 2회       | 12:00, 19:09                                                                              |
| 공주 ↔ 예산         | 금남고속 삼흥고속 충남고속 한양고속 | 공주     | ↔        | 예산         | 무정차                                                                       | 2회       | 15:07, 18:14                                                                              |
| 공주 ↔ 원주         | 금남고속                            | 공주     | ↔        | 원주         | 모란, 석송, 광정, 인풍, 천안                                                 | 1회       | 12:35                                                                                     |
| 공주 ↔ 인천         | 금남고속 동양고속 삼흥고속          | 공주     | ↔        | 인천         | 무정차                                                                       | 10회      | 08:00, 09:40, 10:40, 11:20, 12:40, 13:50, 14:40, 16:20, 18:00, 19:40                      |
| 공주 ↔ 인천         | 금남고속 동양고속 삼흥고속          | 공주     | ↔        | 인천         | 세종시                                                                       | 2회       | 15:35, 17:15                                                                              |
| 공주 ↔ 인천국제공항 | 금남고속 삼흥고속                   | 공주     | ↔        | 인천국제공항 | 무정차                                                                       | 6회       | 03:50, 05:00, 06:00, 09:20, 15:20, 16:40                                                  |
| 공주 ↔ 입포         | 금남고속                            | 공주     | ↔        | 입포         | 이인, 탄천, 부여                                                             | 1회       | 15:09                                                                                     |
| 공주 ↔ 장항         | 금남고속 삼흥고속                   | 공주     | ↔        | 장항         | 이인, 탄천, 부여, 규암, 구룡, 논티, 홍산, 옥산, 신안, 서천, 계동, 한산, 화양 | 5회       | 09:50, 11:15, 13:12, 15:58, 19:55                                                         |
| 공주 ↔ 장항         | 금남고속 삼흥고속                   | 공주     | ↔        | 장항         | 이인, 탄천, 부여, 한산, 화양                                                 | 1회       | 18:24                                                                                     |
| 공주 ↔ 천안         | 금남고속 삼흥고속                   | 공주     | ↔        | 천안         | 모란, 석송, 광정, 인풍                                                       | 20~40분   | 첫차:07:00(공주 기준) 막차:21:00(공주 기준)                                               |
| 공주 ↔ 천안         | 금남고속 삼흥고속                   | 공주     | ↔        | 천안         | 세종시, 모란, 석송, 광정, 인풍                                               | 3회       | 08:50, 11:34, 12:35                                                                       |
| 공주 ↔ 청주         | 삼흥고속                            | 공주     | ↔        | 청주         | 공주대학교, 장기, 종촌, 통합병원, 봉암, 세종시, 세종청사, 조치원             | 40~60분   | 첫차:06:20(공주 기준) 막차:20:40(공주 기준)                                               |
| 공주 ↔ 청주         | 삼흥고속                            | 공주     | ↔        | 청주         | 공주대학교, 장기, 종촌, 통합병원, 봉암, 세종시,                              | 1회       | 06:30                                                                                     |
| 공주 ↔ 태안         | 충남고속                            | 공주     | ↔        | 태안         | 청양, 홍성, 서산                                                             | 1회       | 13:44                                                                                     |
| 공주 ↔ 홍성         | 충남고속 한양고속                   | 공주     | ↔        | 홍성         | 우성, 사곡, 신풍, 유구, 예산, 신양                                           | 6회       | 10:18, 12:00, 13:25, 13:42, 17:40, 18:52                                                  |
| 공주 ↔ 홍성         | 충남고속 한양고속                   | 공주     | ↔        | 홍성         | 예산                                                                         | 2회       | 15:07, 18:14                                                                              |
| 공주 ↔ 홍성         | 충남고속 한양고속                   | 공주     | ↔        | 홍성         | 정산, 청양                                                                   | 7회       | 07:36, 10:32, 12:24, 13:44, 15:20, 16:08, 16:40                                           |

## 같이 보기
- 공주산성정류소
- 유구시외버스터미널